# Vespa 125
Die Vespa 125 war ein Motorroller des Herstellers Piaggio, der seine klassische Produktlinie unter dem Markennamen Vespa vertreibt. Das Erfolgsmodell wurde von 1948 bis 1969 angeboten.

## Geschichte und Technik
Die Vespa 125, die auf der Vespa 98 basierte, unterschied sich durch den 125-cm³-Motor und ein überarbeitetes Schaltgestänge von der Ur-Vespa. Der Vergaser hatte einen Choke, der mit einem unter dem Sattel befestigten Hebel bedient wurde. Im Gegensatz zu den Bandfedern der Vespa 98 hatte die Vorderradschwinge nun eine Schraubenfeder. Auch das Hinterrad war gefedert, weshalb die bei der Vespa 98 noch kreisrunde Öffnung in der Motorabdeckung nach unten hin geöffnet war, damit der Motor schwingen konnte. Auch der Sattel wurde besser gefedert.
Mit dem 1957 vorgestellten Modell beendete Piaggio die Ära der Baureihen mit dem auf dem Kotflügel sitzenden Scheinwerfer („Lampe unten“) und präsentierte eine neue Modellreihe, die aus zwei längs verschweißten Blechpresshälften bestand, die in einem rationelleren Produktionsverfahren hergestellt werden konnte und Largeframe genannt wurde. Technisch gesehen, wurde die Motorschwinge nun zugleich auch die linke Motorhälfte, und in die rechte Motorhälfte wurde die Kühlluftführung integriert. Auch der Lenker wurde völlig neu gestaltet. Ein Jahr später folgte die Vespa 150; von beiden wurde die Vespa 125 Super bzw. die Vespa 150 Super abgeleitet und zusätzlich mit der Vespa 150 GL und der Vespa 125 GT eine größere Modellreihe abgeleitet; ebenso wurden die Rallymodelle bis zur Vespa Rally 200 geschaffen. Das hiermit eingeführte Chassis blieb durch laufende Überarbeitungen bis 1979 im Programm.
Die ersten Serien VNA1T und VNA2T hatten noch eine Dreigangschaltung und mussten mittels Kickstarter gestartet werden.
Die VNB wurde gemeinsam mit ihrer großen Schwester VBA Ende 1959 präsentiert. Wie diese erhielt auch die VNB einen drehschiebergesteuerten Motor, der sich mit 2 % Benzin-Öl-Gemisch fahren ließ. Auch eine Batterie war anfangs Standard, konnte aber später abgewählt werden. Mit jeder Serie wurden geringe Modifikationen an Chassis, Technik und Anbauteilen vorgenommen, sodass man sie am Schriftzug, der Beleuchtung oder am Tachometer identifizieren konnte. Mit der VNB5T hielt ein vierter Gang Einzug.
Die als Vespa 125 Super vorgestellte VNC war die letzte Vespa auf 8-″-Rädern, beide Räder hatten nun aber selbstbelüftende Bremstrommeln. Die leicht veränderte Karosserie wirkte insgesamt etwas kantiger, die Backen hatten eine Zierleiste aus Aluminium und motorseitig gab es 5 Schlitze.
Nachfolger war die Vespa 125 GT, die zwar den Motor übernahm, aber auf einen stark modifizierten Rahmen baute.

## Erste Modellreihe
|                            | Vespa 125            | Vespa 125            | Vespa 125            | Vespa 125            | Vespa 125            | Vespa 125            |                      |
| -------------------------- | -------------------- | -------------------- | -------------------- | -------------------- | -------------------- | -------------------- | -------------------- |
| Bauzeit                    | 1948–1950            | 1950–1952            | 1952–1953            | 1953                 | 1953–1954            | 1954–1955            | 1956–1957            |
| Präfix der Rahmennummer    | V1T                  | V30T                 | VM1T                 | VU1T                 | VM2T                 | VN1T                 | VN2T                 |
| Motorbauart                | Zweitakt-Einzylinder | Zweitakt-Einzylinder | Zweitakt-Einzylinder | Zweitakt-Einzylinder | Zweitakt-Einzylinder | Zweitakt-Einzylinder | Zweitakt-Einzylinder |
| Gemischaufbereitung        | Vergaser             | Vergaser             | Vergaser             | Vergaser             | Vergaser             | Vergaser             | Vergaser             |
| Hubraum                    | 123,7 cm³            | 123,7 cm³            | 123,7 cm³            | 123,7 cm³            | 123,7 cm³            | 123,7 cm³            | 123,7 cm³            |
| Bohrung × Hub (mm)         | 54 × 54              | 54 × 54              | 54 × 54              | 54 × 54              | 54 × 54              | 54 × 54              | 54 × 54              |
| max. Leistung (PS) bei min | 4,5 / 4500           | 4,5 / 4500           | 4,5 / 4500           | 4,5 / 4500           | 4,5 / 4500           | 4,5 / 4500           | 4,5 / 4500           |
| Höchstgeschwindigkeit      | 70 km/h              | 70 km/h              | 70 km/h              | 70 km/h              | 70 km/h              | 70 km/h              | 70 km/h              |

## Zweite Modellreihe
|                            | Vespa 125            | Vespa 125            | Vespa 125            | Vespa 125            | Vespa 125            | Vespa 125            | Vespa 125            | Vespa 125            | Vespa 125 Super      |
| -------------------------- | -------------------- | -------------------- | -------------------- | -------------------- | -------------------- | -------------------- | -------------------- | -------------------- | -------------------- |
| Bauzeit                    | 1957–1958            | 1958–1959            | 1959–1961            | 1961                 | 1961–1962            | 1962–1963            | 1963–1964            | 1964–1966            | 1965–1969            |
| Präfix der Rahmennummer    | VNA1T                | VNA2T                | VNB1T                | VNB2T                | VNB3T                | VNB4T                | VNB5T                | VNB6T                | VNC1T                |
| Motorbauart                | Zweitakt-Einzylinder | Zweitakt-Einzylinder | Zweitakt-Einzylinder | Zweitakt-Einzylinder | Zweitakt-Einzylinder | Zweitakt-Einzylinder | Zweitakt-Einzylinder | Zweitakt-Einzylinder | Zweitakt-Einzylinder |
| Gemischaufbereitung        | Vergaser             | Vergaser             | Vergaser             | Vergaser             | Vergaser             | Vergaser             | Vergaser             | Vergaser             | Vergaser             |
| Hubraum                    | 123,7 cm³            | 123,7 cm³            | 123,4 cm³            | 123,4 cm³            | 123,4 cm³            | 123,4 cm³            | 123,4 cm³            | 123,4 cm³            | 123,4 cm³            |
| Bohrung × Hub (mm)         | 54 × 54              | 54 × 54              | 52,5 × 57            | 52,5 × 57            | 52,5 × 57            | 52,5 × 57            | 52,5 × 57            | 52,5 × 57            | 52,5 × 57            |
| max. Leistung (PS) bei min | 4,6 / 5100           | 4,6 / 5100           | 5 / 4800             | 5 / 4800             | 5 / 4800             | 5 / 4800             | 5 / 4800             |                      |                      |
| Höchstgeschwindigkeit      | 75 km/h              | 75 km/h              | 78,5 km/h            | 78,5 km/h            | 75 km/h              | 75 km/h              | 75 km/h              | 75 km/h              | 85 km/h              |

## Trivia
In Frankreich wurde in Lizenz die VNA als Vespa ACMA 125 Type N gebaut und in Deutschland die VNB als Vespa 125 Augsburg Typ 232 und Typ 392.